# Los-Reyes-Inseln
Die Los-Reyes-Inseln sind eine Inselgruppe im Norden von Papua-Neuguinea. Politisch sind sie Teil der  Provinz Manus.

## Geographie
Die Los-Reyes-Inseln befinden sich 55 km östlich von Manus und 30 km nordwestlich von Nauna. Die Insel Putuli ist von der Insel Mbatmanda durch eine 2,5 km breite Passage getrennt. Die Inseln sind flach, dicht bewaldet  und bis zu 49 m hoch. Die kleine Insel Towi 8 km südwestlich von Putuli ist vulkanischen Ursprungs und erreicht eine Höhe von 46 Metern. Die Los-Reyes-Inseln sind unbewohnt.

## Geschichte
Die Inseln werden wahrscheinlich seit etwa 1500 v. Chr. von Melanesiern bewohnt. Das Gebiet kam im Jahr 1885 unter deutsche Verwaltung und gehörte seit 1899 zu Deutsch-Neuguinea. 1914 wurden die Inseln von australischen Truppen erobert, und nach dem Ersten Weltkrieg als Mandat des Völkerbundes von Australien verwaltet. Von 1942 bis 1944 waren die Inseln von Japan besetzt, kehrten aber 1949 in australische Verwaltung zurück. Seit 1975 sind sie Teil des unabhängigen Staates Papua-Neuguinea.